# Jakovljev Jak-17
Jakovljev Jak-17 (Як-17  NATO oznaka "Feather") je bil eden izmed prvih sovjetskih reaktivnih lovcev. Razvit je bil na podlagi predhodnika Jak-15, ima pa za razliko od njega pristajalno podvozje z nosnim kolesom namesto repnega. Dvosedežna verzija Jak-17UTI je bila v 1950. letih najpomembnejše reaktivno šolsko vojaško letalo Sovjetske zveze. Skupno so zgradili okoli 430 letal, nekaj so jih tudi izvozili, in sicer v sedem držav.

## Specifikacije (Jak-17)
Splošne karakteristike
- Posadka: 1 pilot
- Dolžina: 8,70 m (28 ft 6 in)
- Razpon kril: 9,20 m (30 ft 2 in)
- Višina: 2,30 m (7 ft 7 in)
- Površina kril: 14,9 m² (160 ft²)
- Teža praznega letala: 2081 kg (4578 lb)
- Naložena teža: 2890 kg (6358 lb)
- Maks. vzletna teža: 3240 kg (7128 lb)
- Pogon letala: 1 × Klimov RD-10A turboreaktivni motor, 89 kN (2000 lbf)

 Zmogljivost 
- Maks. hitrost: 748 km/h (468 mph)
- Doseg: 395 km (247 milj)
- Višina leta: 12750 m (41820 ft)
- Hitrost vzpenjanja: 12 m/s (2362 ft/min)
- Obremenitev kril: 194 kg/m² (40 lb/ft²)
- Razmerje potisk/teža: 0.31

Oborožitev

- 2x 23 mm Nudelman-Suranov NS-23 topova, vsak s 60 naboji